# Amidorus serrimargo
Amidorus serrimargo är en skalbaggsart som beskrevs av Koshantschikov 1913. Amidorus serrimargo ingår i släktet Amidorus och familjen Aphodiidae. Inga underarter finns listade i Catalogue of Life.